# Режин Дефорж
Режин Дефорж (на френски: Régine Deforges) е френска журналистка, издателка, режисьорка, драматург и писателка на произведения в жанровете социална драма, исторически роман, любовен роман, биография, детска литература, еротична литература и документалистика.

## Биография и творчество
Режин Мари Леоне Дефорж е родена на 15 август 1935 г. в Монморийон, Франция, в семейството на Клеман Дефорж и Бернадет Пейон. Отгледана е в различни религиозни институции. Когато е 15-годишна, е откраднат дневникът ѝ, в който записва мислите си и любовта, която изпитва към момиче на нейната възраст. Това предизвиква местен скандал: тя е изгонена от институциата и е принудена да изгори другите си тетрадки. Този инцидент я вдъхновява много по-късно за книгата „Откраднатата тетрадка“ (1978).
След завършване на обучението си, в периода 1960 – 1976 г. работи като продавач на книги и книговезец. През 1968 г. създава собствено издателство L'Or du temps, което я прави първата жена издател във Франция. Първата публикувана от нея книга, Le Con d'Irène, е конфискувана 48 часа след като е пусната в продажба на 22 март 1968 г. Заради нея тя е осъдена за „неуважение към добрите нрави“ и е лишена от граждански права за три години. След това публикува около 100 книги, написани от жени, както и книги на Гийом Аполинер, Теофил Готие, Рестиф дьо ла Бретон и Андре Пиер дьо Мандиарг, повечето от които са обект на различни забрани и съдебно преследване. Многобройните съдебни дела и тежки глоби я принуждават впоследствие да обяви фалит.
Първият ѝ роман „Бланш и Лусия“ от едноименната поредица е издаден през 1976 г. и е историята на двете ѝ баби. Продължението ѝ, „Децата на Бланш“, е издадено през 1982 г.
Авторка е на около четиридесет книги, включително романи, есета и антологии. През 1981 г. е издаден историческият ѝ роман „Детето на вълците“. През 576 г. галският селянин Ромулф открива двегодишно бебе, което лежи между лапите на вълчица, играейки с вълчетата, а на главата си има лента от златни нишки. Той го отвежда в манастира на Светия кръст, управляван от кралица Радегонда, а едно от вълчетата ги следва. Малката Ванда отраства сред молитва и святост, сексуална разпуснатост и жестокост, нежност и любов, и винаги е пазена от своя вълк. През 1991 г. романът е екранизиран във филма „Детето на вълците“ с участието на Мариса Беренсон.
Става известна с романа „Синият велосипед“ от едноименната поредица, издаден през 1981 г. В навечерието на Втората световна война седемнайсетгодишната златокоса красавица с теменуженосини очи Леа Делмас води безгрижен живот в имението на баща си, флиртувайки с влюбените младежи, сърцето ѝ принадлежи на приятеля ѝ от детинство Клод, който обаче умира в първите дни на войната. Въпреки че се омъжва за брата на Клод, тя е привлечена от Франсоа Таверние по време на бягството на юг към имението Монтилак. Историята на отношенията между Леа и Франсоа се развиват в периода 1939 – 1945 г. до Освобождението и са описани в началната трилогия. Впоследствие поредицата се развива като епична сага във времето и на различни места по света – в „Черно танго“ Леа и Франсоа преследват нацистки престъпници, намерили убежище в Аржентина, в „Улица на коприната“ двамата са по време на войната в Индокитай, за да уредят делата на Франсоа, който прекарва детството си във Виетнам, в „Последният хълм“ приключенията им продължават във Виетнам, където тя се среща с Хо Ши Мин, в „Куба Либре!“ се намират в Куба по време на Кубинската революция, в „Алжир, бял град“ са Алжир в по време на войната за независимост, с продължение в „Генералите на здрача“. Сагата завършва в романа „И кога ще дойде краят на пътуването“ от 2007 г., като действието е в Боливия, а преследването на нацистките престъпници продължава. Сагата я поставя в челото на популярните френски романисти. През 2000 г. романът „Синият велосипед“ е екранизиран в едноименния минисериал с участието на Летисия Каста, Жорж Корафас и Жан-Клод Бриали.
В много свободен, дори разпуснат тон, нейните романи често са с феминистка насоченост, защитавайки правото на жените да поемат отговорност за себе си, включително за своята сексуалност. Като свободна жена тя издава през 1980 г. еротичния роман „Перверзни истории“, в който разказва забавни истории Хонг Конг, Париж, Атина, Западна Индия, Италия или Шварцвалд, подчинени на откровената и свободна чувственост, неприлични, мистични, трагични и комични. Книгата е една от редките еротични произведения по това време, написани от жена. През същата година тя я режисира във филма Les Filles de Madame Claude.
В периода 1989 – 1992 г. е президент на Обществото на хората на литературата. Била е член на журито за награда „Фемина“ в периода 1984 – 2006 г. и консултант към Министерството на културата на Франция. Пише и като колумнист на „Юманите“.
На 6 ноември 1953 г. се омъжва за индустриалеца Пиер Шпенглер. Имат син – Франк Шпенглер, който става издател на еротична литература. Развеждат се на 28 април 1965 г. Има дъщеря – Камил Дефорж-Повер от връзка с издателя Жан-Жак Повер, с когото няма брак. През 1979 г. има втора дъщеря – Леа Виаземски, която става актриса, от политическия карикатурист Пиер Виаземски, за когото се омъжва на 30 януари 1984 г.
Режин Дефорж умира от инфаркт на 3 април 2014 г. в Париж. Погребана е в гробището „Монпарнас“.
През 2015 г. трите ѝ деца, със съдействието на град Лимож, учредяват на нейно име литературна награда за литературен дебют на френскоговорещ автор. Наградата е преобразувана в награда на град Лимож през 2021 г.

## Произведения

### Самостоятелни романи
- Le Cahier volé (1978)[1][2][3]
- La Révolte des nonnes (1981) – издаден и като L'enfant des loups
Детето на вълците, изд. „Фортуна прес“ Плевен (1993), прев. Елизабет Алексиева
- Le Livre du point de croix (1986) – с Женевиев Дорман
- Pour l'amour de Marie Salat (1987)
- Sous le ciel de Novgorod (1989)
- La Hire, ou la Colère de Jehanne (2004) – исторически роман за Жана д'Арк
- Le Collier de perles (2004)
- Deborah, la femme adultère (2008)
- Toutes les femmes s'appellent Marie (2012)
- La Bergère d'Ivry (2014)

### Поредица „Бланш и Луси“ (Blanche et Lucie)
историята на двете ѝ баби и техните деца
1. Blanche et Lucie (1976)[1][2][2]
2. Les Enfants de Blanche (1982)

### Поредица „Синият велосипед“ (La Bicyclette bleue)
1. La Bicyclette bleue, 1939 – 1942 (1981)[1][2][3]
Синият велосипед, изд.: ИК „Плеяда“, София (2001), прев.
2. 101, avenue Henri-Martin, 1942 – 1944 (1983)
3. Le Diable en rit encore, 1944 – 1945 (1985)
4. Noir Tango, 1945 – 1947 (1991)
5. Rue de la Soie, 1947 – 1949 (1994)
6. La Dernière Colline, 1950 – 1954 (1996)
7. Cuba libre !, 1955 – 1959 (1999)
8. Alger, ville blanche, 1959 – 1960 (2001)
9. Les Généraux du crépuscule, 1960 – 1962 (2003)
10. Et quand viendra la fin du voyage, 1964 – 1967 (2007)

### Новели
- La Petite Fille au manteau rose (2001)[2]

### Еротична литература
- Contes pervers (1980) – роман[1][2]
- Troubles de femmes (1994) – разкази
- L'Orage (1996) – роман
- Rencontres ferroviaires (1999) – роман

### Детска литература
- Léa au pays des dragons (1982)[1]
- L’Apocalypse de saint Jean (1985)
- L’Arche de Noé de grand-mère (1995)
- Léa et les diables (1991)
- Léa et les fantômes (1992)
- Le Couvent de sœur Isabelle (1992)
- Les Chiffons de Lucie (1993)
- Les Poupées de grand-mère (1994)

### Документалистика
- O m’a dit (1995) – интервюта с автора на „Историята на О“, Полин Реаж[1]
- Roger Stéphane ou la passion d'admirer (1995)
- Fragments (1997)
- Les Non-dits de Régine Deforges (1997)
- Camilo (1999)
- Entre femmes (1999)
- Le Paris de mes amours (2011)
- Les Filles du cahier volé (2013) – с Манон Абаузи
- L’enfant du 15 août (2013) – мемоари

### Екранизации
- 1980 Contes pervers[3]
- 1991 L'enfant des loups – тв филм, по „Детето на вълците“
- 1991 Lola et quelques autres – тв сериал, 4 епизода
- 1992 Le cahier volé
- 2000 La bicyclette bleue – тв минисериал